# Blut

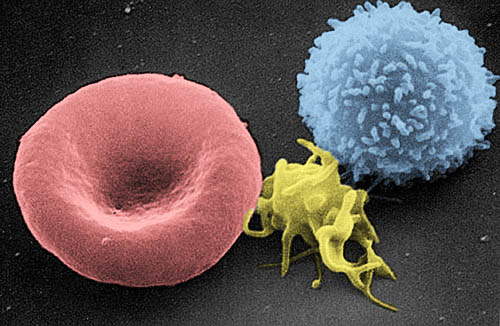
Von links nach rechts: Erythrozyt, Thrombozyt, Leukozyt

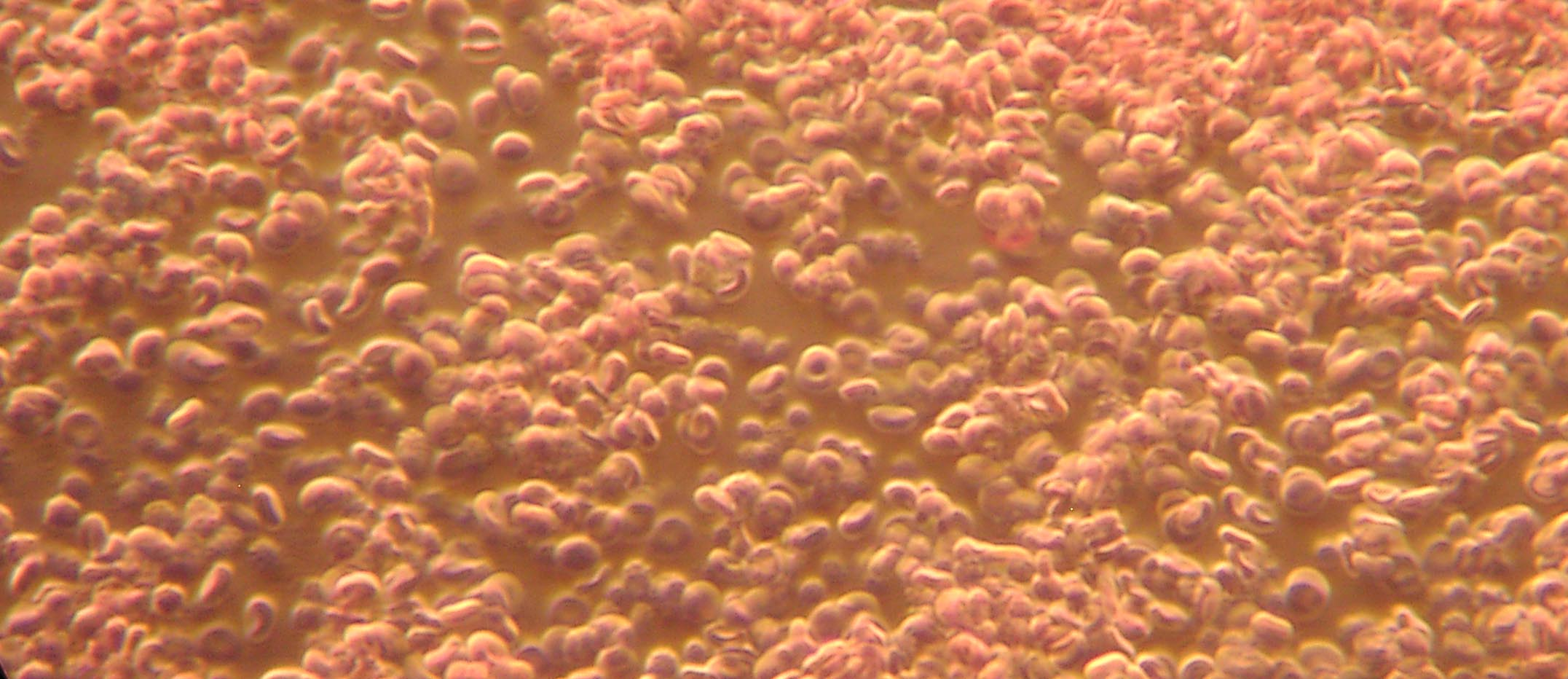
Dunkelfeldaufnahme menschlichen Blutes, 1000-fache Vergrößerung

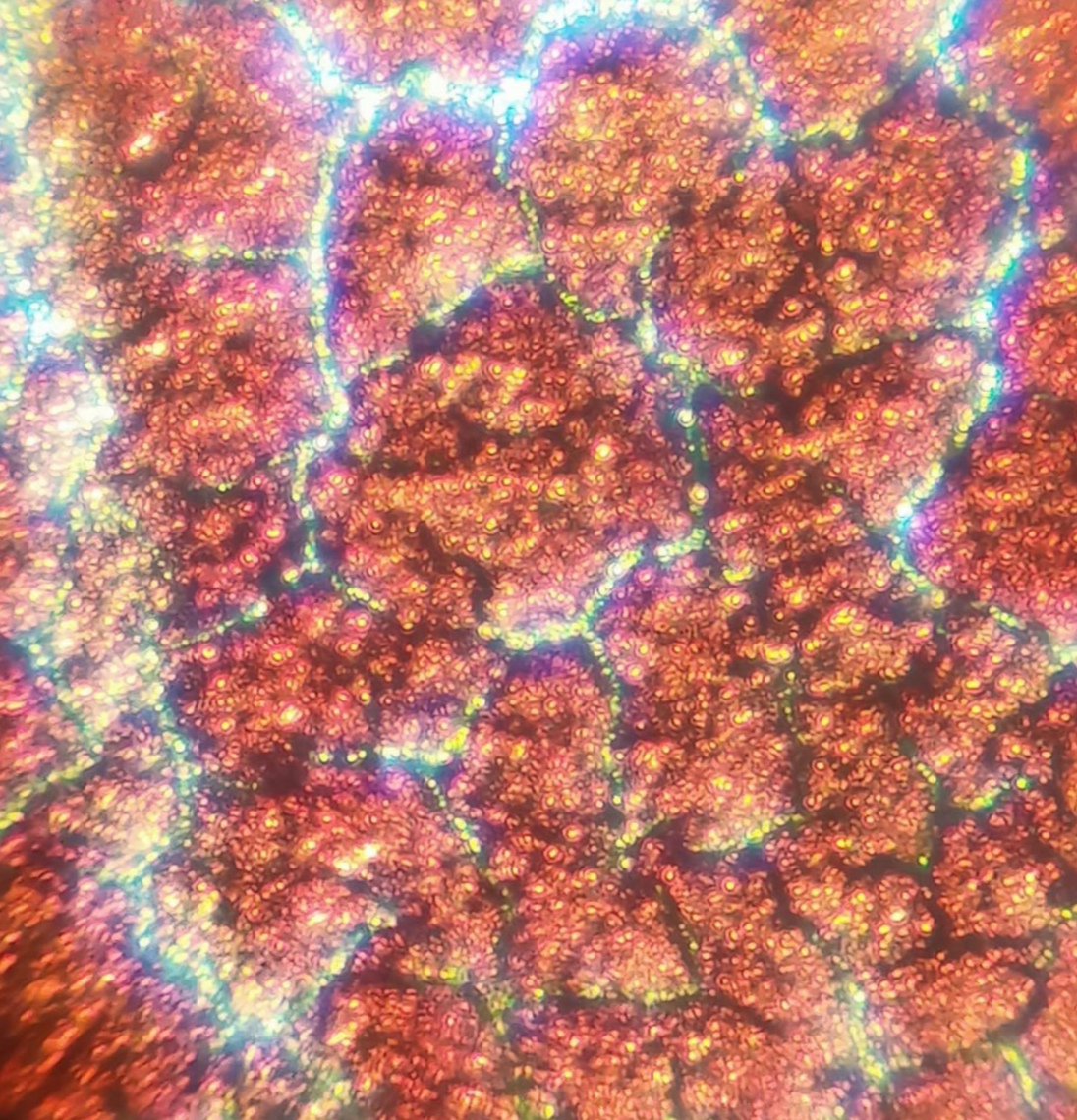
Getrocknetes menschliches Blut, unter dem Lichtmikroskop stark vergrößert

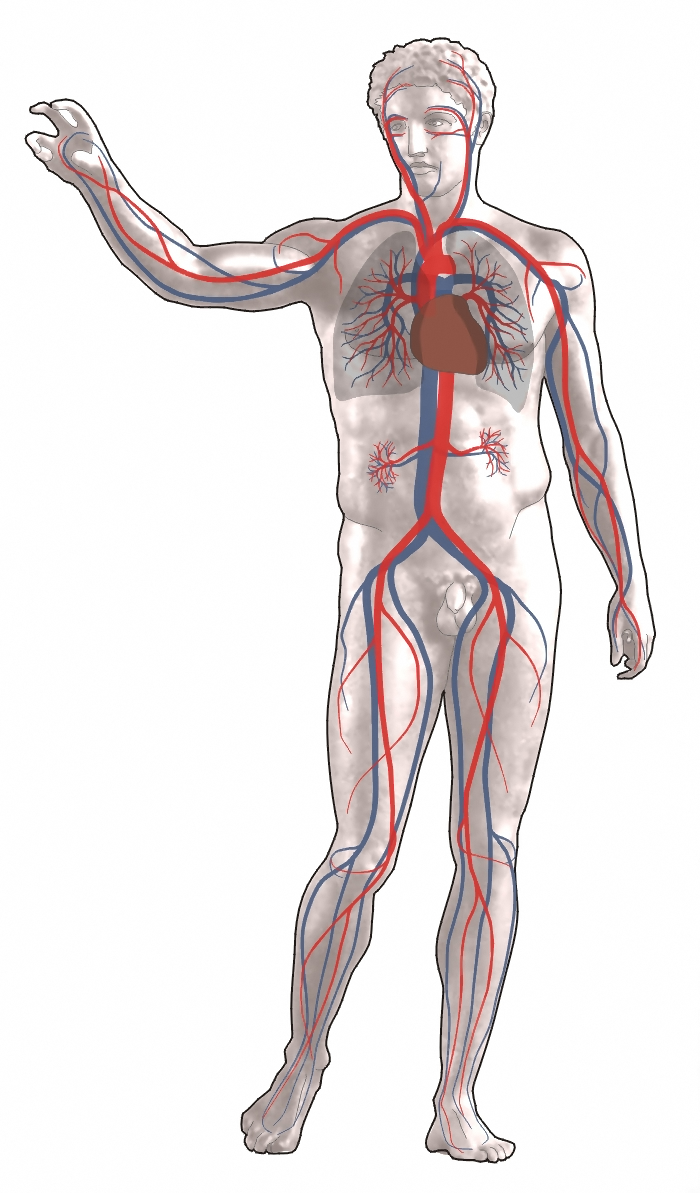
Blutkreislauf

Blut (lateinisch Sanguis; altgriechisch αἷμα haima) ist eine Körperflüssigkeit, die mit Unterstützung des Herz-Kreislauf-Systems die Funktionalität der verschiedenen Körpergewebe über vielfältige Transport- und Verknüpfungsfunktionen sicherstellt. Blut wird als „flüssiges Gewebe“, gelegentlich auch als „flüssiges Organ“ bezeichnet. Blut besteht aus speziellen Zellen sowie dem proteinreichen Blutplasma, das im Herz-Kreislauf-System als Träger dieser Zellen fungiert.
Blut wird vornehmlich durch mechanische Tätigkeit des Herzens in einem Kreislaufsystem, dem Blutkreislauf, durch die Blutgefäße des Körpers gepumpt. Unterstützend wirken Venenklappen in Kombination mit Muskelarbeit. Dabei werden die Gefäße, die vom Herzen wegführen, als Arterien und jene, die zurück zum Herzen führen, als Venen bezeichnet. Das Gefäßsystem des erwachsenen menschlichen Körpers enthält etwa 70 bis 80 ml Blut pro kg Körpergewicht, dies entspricht ca. 5 bis 6 l Blut. Durchschnittlich haben Männer etwa 1 l mehr Blut als Frauen, was vor allem auf Größen- und Gewichtsunterschiede zurückzuführen ist.
Aufgrund der Gemeinsamkeiten in der Funktion ist Blut bei allen Wirbeltieren ähnlich. Auf bestehende Unterschiede zwischen menschlichem und tierischem Blut wird im Artikel hingewiesen. Zu Unterschieden in Aufbau und Funktion der Zellbestandteile des Blutes sei auf die betreffenden Artikel verwiesen.
Der Verlust von Blut wird als Bluten oder Blutung bezeichnet.

## Etymologie
Das gemeingermanische Wort „Blut“ (von mittelhochdeutsch und althochdeutsch bluot) gehört wahrscheinlich im Sinne von „Fließendes“ zu indogermanisch bhlê- „quellen“, und bhel- „schwellen, knospen, blühen“ (vergleiche englisch blow). Nach alter Tradition gilt Blut als der Sitz des Lebens, daher entstanden Zusammensetzungen wie Blutrache, Blutschuld.

## Evolution
Jede Zelle ist für den Erhalt ihres Stoffwechsels auf den stofflichen Austausch mit ihrer Umgebung angewiesen. Da mit der Entwicklung komplexerer Vielzeller nicht mehr jede Zelle mit der Körperoberfläche in direktem Kontakt steht und die Diffusion ein sehr langsamer Vorgang ist, dessen Zeitbedarf sich proportional zum Quadrat der Entfernung verhält, wird mit zunehmender Größe des Lebewesens ein Transportmedium für diese Austauschprozesse notwendig. Diese Flüssigkeit bringt die Stoffe also in die Nähe der Zielzellen und verkürzt damit die notwendige Diffusionsstrecke.
Bei den Tieren mit offenem Blutkreislauf (z. B. Gliederfüßern oder Weichtiere) sind Blut- und interstitielle Flüssigkeit (Flüssigkeit im Gewebszwischenraum) nicht voneinander getrennt. Die hier zirkulierende Flüssigkeit wird als Hämolymphe bezeichnet. Den Nachteil des relativ langsamen Blutflusses in einem offenen Kreislauf kompensieren Insekten dadurch, dass die Hämolymphe nicht dem Sauerstofftransport dient, sondern dieser über Tracheen gewährleistet wird. Bei allen Tieren mit einem geschlossenen Blutkreislauf, unter anderem allen Wirbeltieren, wird die zirkulierende Flüssigkeit „Blut“ genannt.

## Zusammensetzung und Eigenschaften

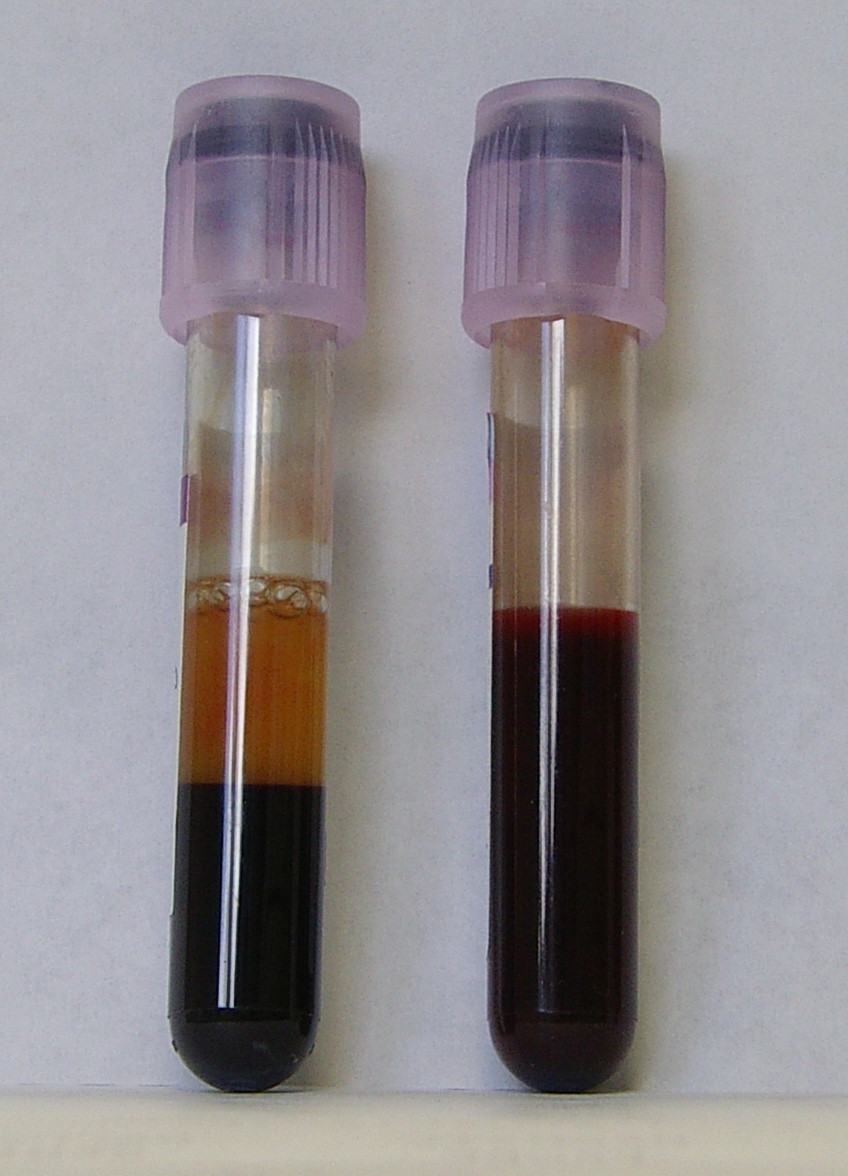
Blutproben Links: Abgestandene Blutprobe. Gut erkennbar ist das hellere Plasma, unter dem sich die zellulären Bestandteile abgesetzt haben. Rechts: Frische Blutprobe mit noch vermischten Blutbestandteilen. Beide Röhrchen enthalten den Gerinnungshemmer EDTA, ohne den beide Blutproben gerinnen würden.

Blut besteht aus zellulären Bestandteilen (Hämatokrit, ca. 44 %) und Plasma (ca. 55 %), einer wässrigen Lösung (90 % Wasser) aus Proteinen, Salzen und niedrig-molekularen Stoffen wie z. B. Monosacchariden (Einfachzuckern). Weitere Bestandteile des Blutes sind Hormone, gelöste Gase sowie Nährstoffe (Zucker, Lipide und Vitamine), die zu den Zellen, und Stoffwechsel- und Abfallprodukte (z. B. Harnstoff und Harnsäure), die von den Zellen zu ihren Ausscheidungsorten transportiert werden.
Aus chemisch-physikalischer Sicht ist Blut eine Suspension, also ein Gemisch aus der Flüssigkeit Wasser und zellulären Bestandteilen. Es stellt eine nichtnewtonsche Flüssigkeit dar. Dies begründet seine besonderen Fließeigenschaften. Blut hat aufgrund der enthaltenen Erythrozyten (rote Blutzellen) eine gegenüber Plasma erhöhte Viskosität. Je höher der Hämatokritwert und je geringer die Strömungsgeschwindigkeit ist, desto höher ist die Viskosität. Aufgrund der Verformbarkeit der roten Blutkörperchen verhält sich Blut bei steigender Fließgeschwindigkeit nicht mehr wie eine Zellsuspension, sondern wie eine Emulsion. Der pH-Wert von menschlichem Blut liegt bei 7,4 und wird durch verschiedene Blutpuffer konstant gehalten. Fällt er unter einen bestimmten Grenzwert (ca. 7,35), so spricht man von einer Azidose (Übersäuerung), liegt er zu hoch (ca. 7,45), wird dies Alkalose genannt. Seit 1842 ist bekannt, dass Blut auch aus Blutplättchen besteht.
Blut verdankt seine rote Farbe dem Hämoglobin, genauer gesagt seinem sauerstoffbindenden Anteil, der Hämgruppe. Deshalb zählt Hämoglobin zur Gruppe der Blutfarbstoffe. Mit Sauerstoff angereichertes Blut hat einen helleren und kräftigeren Farbton als sauerstoffarmes Blut, da die Hämgruppe nach der Aufnahme des Sauerstoffs eine Konformationsänderung vollzieht, in der sich die Position des Eisens in der Hämgruppe relativ zu seinen Bindungspartnern ändert. Dies hat eine Veränderung des Absorptionsspektrums des Lichts zur Folge. Mit Hilfe der Spektralanalyse des Bluts wies Felix Hoppe-Seyler 1865 die Kohlendioxydvergiftung nach. 1879 entwickelte der Neurologe Gowers ein Messgerät zur Bestimmung des Hämoglobingehaltes des Blutes. 1902 verbesserte Hermann Sahli dieses.
Als chemische Komponente, die den typisch metallischen Geruch von Blut bei Säugetieren ausmacht und Raubtiere anzieht, wurde im Jahr 2014 der Aldehyd trans-4,5-Epoxy-(E)-2-Decenal identifiziert.
Tritt durch eine Verletzung von Blutgefäßen Blut ins Gewebe über, zersetzt sich darin langsam das Hämoglobin zu den Gallenfarbstoffen; in zeitlicher Abfolge von mehreren Tagen wird ein „Blauer Fleck“ dabei grün und gelb. Auf Neuguinea leben Echsenarten, deren Blut eine so hohe Biliverdin-Konzentration aufweist, dass sie äußerlich grün erscheinen. Die Körperfärbung bei einer Gelbsucht beim Menschen rührt von einem hohen Bilirubin-Spiegel her.

### Plasma
Die im Plasma enthaltenen Ionen sind vorwiegend Natrium-, Chlorid-, Kalium-, Magnesium-, Phosphat- und Calciumionen. Der Anteil der Proteine beträgt etwa 60 bis 80 g/l, entsprechend 8 % des Plasmavolumens. Sie werden nach ihrer Beweglichkeit bei der Elektrophorese in Albumine und Globuline unterschieden. Letztere werden wiederum in α1-, α2-, β- und γ-Globuline unterschieden. Die Plasmaproteine übernehmen Aufgaben des Stofftransports, der Immunabwehr, der Blutgerinnung, der Aufrechterhaltung des pH-Wertes und des osmotischen Druckes.
Blutplasma ohne Gerinnungsfaktoren wird als Blutserum bezeichnet. Serum wird gewonnen, indem das Blut in einem Röhrchen nach vollständigem Gerinnen zentrifugiert wird. Im unteren Teil des Röhrchens findet sich dann der so genannte Blutkuchen, im oberen die als Serum bezeichnete, meist klare Flüssigkeit. Das Serum enthält auch Substanzen, die im Plasma nicht enthalten sind: insbesondere Wachstumsfaktoren wie PDGF, die während des Gerinnungsvorgangs freigesetzt werden. Serum besteht zu 91 % aus Wasser und 7 % Proteinen. Der Rest sind Elektrolyte, Nährstoffe und Hormone. Durch gelöstes Bilirubin ist es gelblich gefärbt.

### Zelluläre Bestandteile
Die im Blut enthaltenen Zellen werden unterschieden in Erythrozyten, die auch rote Blutkörperchen genannt werden, in Leukozyten, die als weiße Blutkörperchen bezeichnet werden, und in Thrombozyten oder Blutplättchen.
Blut hat bei Männern einen korpuskulären Anteil (Zellanteil) von 44 bis 46 %, bei Frauen von 41 bis 43 %. Da die hämoglobintragenden Erythrozyten den Hauptteil des korpuskulären Blutes ausmachen, wird dieses Verhältnis Hämatokrit genannt. Beim Neugeborenen beträgt der Hämatokrit ca. 60 %, bei Kleinkindern nur noch 30 %. Bis zur Pubertät steigt er dann auf die Werte für Erwachsene an. Genaugenommen bezeichnet der Hämatokrit also nur den Anteil an Erythrozyten. Die Leukozyten und Thrombozyten können nach dem Zentrifugieren der zellulären Bestandteile als feiner heller Flaum (buffy coat) über den ganz unten befindlichen Erythrozyten (Hämatokrit) und unter dem Plasmaanteil beobachtet werden, sie machen weniger als 1 % des Blutvolumens beim Gesunden aus.
| Bezeichnung  | Bezeichnung  | Bezeichnung  | Anzahl je μl Blut |
| ------------ | ------------ | ------------ | ----------------- |
| Erythrozyten | Erythrozyten | Erythrozyten | 4,5 bis 5,5 Mio.  |
| Leukozyten   | Leukozyten   | Leukozyten   | 4.000–11.000      |
|              | Granulozyten |              |                   |
|              | Neutrophile  | 2.500–7.500  |                   |
| Eosinophile  | 40–400       |              |                   |
| Basophile    | 10–100       |              |                   |
| Lymphozyten  | Lymphozyten  | 1.500–3.500  |                   |
| Monozyten    | Monozyten    | 200–800      |                   |
| Thrombozyten | Thrombozyten | Thrombozyten | 300.000           |

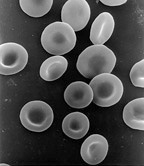
Erythrozyten

Die Erythrozyten oder roten Blutkörperchen dienen dem Transport von Sauerstoff und Kohlendioxid. Sie enthalten Hämoglobin, ein Protein, das für Sauerstoffbindung und -transport im Blut verantwortlich ist und aus dem eigentlichen Eiweiß Globin und der Häm-Gruppe, die mit Eisen einen Komplex bildet, besteht. Dieses Eisen verleiht dem Blut von Wirbeltieren seine rote Farbe (Siehe auch: Blutfarbstoff). Bei anderen Tieren wie den Kopffüßern, Spinnentieren oder Krebsen erfüllt eine Kupferverbindung (Hämocyanin) diese Funktion. Deshalb ist deren Blut bläulich. Etwa 0,5 bis 1 % der roten Blutkörperchen sind Retikulozyten, das heißt, noch nicht vollständig ausgereifte Erythrozyten.
Die Leukozyten oder weißen Blutkörperchen werden noch einmal in Eosinophile, Basophile und Neutrophile Granulozyten, Monozyten und Lymphozyten unterteilt. Die Granulozyten werden nach dem Färbeverhalten ihres Protoplasmas benannt und dienen, genau wie die Monozyten, der unspezifischen Immunabwehr, während die Lymphozyten an der spezifischen Immunabwehr teilnehmen. Thrombozyten dienen der Blutungsstillung und bilden damit die Grundlage der ersten Phase der Wundheilung.
Die zahlenmäßige Zusammensetzung der Blutzellen kann zwischen den einzelnen Wirbeltierarten variieren. Besonders hohe Erythrozytenzahlen haben Ziegen (bis 14 Mio/µl), besonders niedrige das Geflügel (3–4 Mio/µl). Die Leukozytenzahlen haben ähnlich große Variationen: Rinder, Pferde und Menschen haben etwa 8.000/µl, während Schafe (bis zu 17.000/µl) und Vögel (bis 25.000/µl) besonders hohe Anteile an weißen Blutkörperchen haben. Auch der Anteil der einzelnen Untertypen der Leukozyten variiert beträchtlich. Während bei Menschen und Pferden die Granulozyten dominieren (granulozytäres Blutbild), sind es bei Rindern die Lymphozyten (lymphozytäres Blutbild); bei Schweinen ist das Verhältnis von Granulo- zu Lymphozyten ausgeglichen (granulo-lymphozytäres Blutbild).

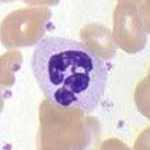
Neutrophiler Granulozyt
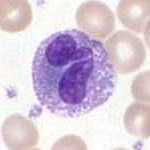
Eosinophiler Granulozyt
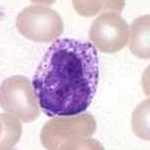
Basophiler Granulozyt

### Auf- und Abbau der Zellen des Blutes

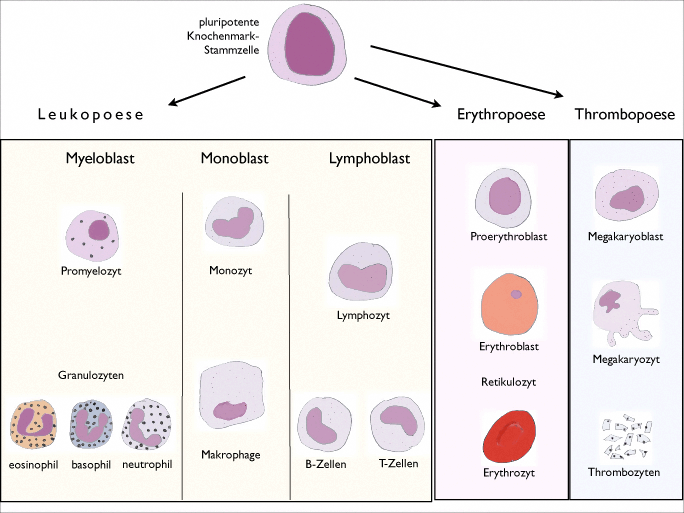
Ablauf der Hämatopoese

Alle Zellen des Blutes werden in einem Hämatopoese genannten Vorgang im Knochenmark gebildet. Aus pluripotenten Stammzellen, aus denen jede Zelle reifen kann, werden multipotente Stammzellen, die auf verschiedene Zelllinien festgelegt sind. Aus diesen entwickeln sich dann die einzelnen zellulären Bestandteile des Blutes.
Die Erythropoese bezeichnet als Unterscheidung zur Hämatopoese nur die Differenzierung von Stammzellen zu Erythrozyten. Der Prozess der Reifung und Proliferation der Zellen wird durch das in Niere und Leber produzierte Hormon Erythropoietin gefördert. Eine wichtige Rolle bei der Erythropoese spielt Eisen, das zur Bildung von Hämoglobin benötigt wird. Außerdem spielen Vitamin B12 (Cobalamine) und Folsäure eine Rolle. Kommt es zu einem Sauerstoffmangel im Körper, zum Beispiel auf Grund eines Höhenaufenthalts, so wird die Hormonausschüttung erhöht, was längerfristig zu einer erhöhten Anzahl an roten Blutkörperchen im Blut führt. Diese können mehr Sauerstoff transportieren und wirken so dem Mangel entgegen. Dieser Gegenregulationsvorgang ist auch messbar: Man findet eine erhöhte Anzahl von Retikulozyten (unreifen roten Blutkörperchen).
Der Abbau der roten Blutkörperchen findet in der Milz und den Kupffer’schen Sternzellen der Leber statt. Erythrozyten haben eine durchschnittliche Lebensdauer von 120 Tagen. Das Hämoglobin wird in einem Abbauprozess über mehrere Schritte (über Bilirubin) zu Urobilin und Sterkobilin abgebaut. Während Urobilin den Urin gelb färbt, ist Sterkobilin für die typische Farbe des Kots verantwortlich.

## Funktionen

### Transportfunktion
Das Blut mit seinen einzelnen Bestandteilen erfüllt viele wesentliche Aufgaben, um die Lebensvorgänge aufrechtzuerhalten. Hauptaufgabe ist der Transport von Sauerstoff und Nährstoffen zu den Zellen und der Abtransport von Stoffwechselendprodukten wie Kohlenstoffdioxid oder Harnstoff. Außerdem werden Hormone und andere Wirkstoffe zwischen den Zellen befördert. Blut dient weiterhin der Homöostase, das heißt der Regulation und Aufrechterhaltung des Wasser- und Elektrolythaushaltes, des pH-Werts sowie der Körpertemperatur.

### Abwehrfunktion
Als Teil des Immunsystems hat das Blut Aufgaben in Schutz und Abwehr gegen Fremdkörper (unspezifische Abwehr) und gegen Antigene (spezifische Abwehr) durch Phagozyten (Fresszellen) und durch Antikörper. Weiter ist das Blut ein wichtiger Bestandteil bei der Reaktion auf Verletzungen (Blutgerinnung und Fibrinolyse). Zudem hat Blut eine Stützwirkung durch den von ihm ausgehenden Flüssigkeitsdruck.

### Wärmeregulierung
Die ständige Zirkulation des Blutes gewährleistet eine konstante Körpertemperatur. Diese liegt beim gesunden Menschen bei ca. 36–37 °C. Dabei geht man im Allgemeinen von der Temperatur im Innern des Körpers aus.

### Atmung
Eine Funktion des Blutes ist der Transport von Sauerstoff von der Lunge zu den Zellen und von Kohlenstoffdioxid – dem Endprodukt des oxidativen Kohlenstoffwechsels – zurück zur Lunge.

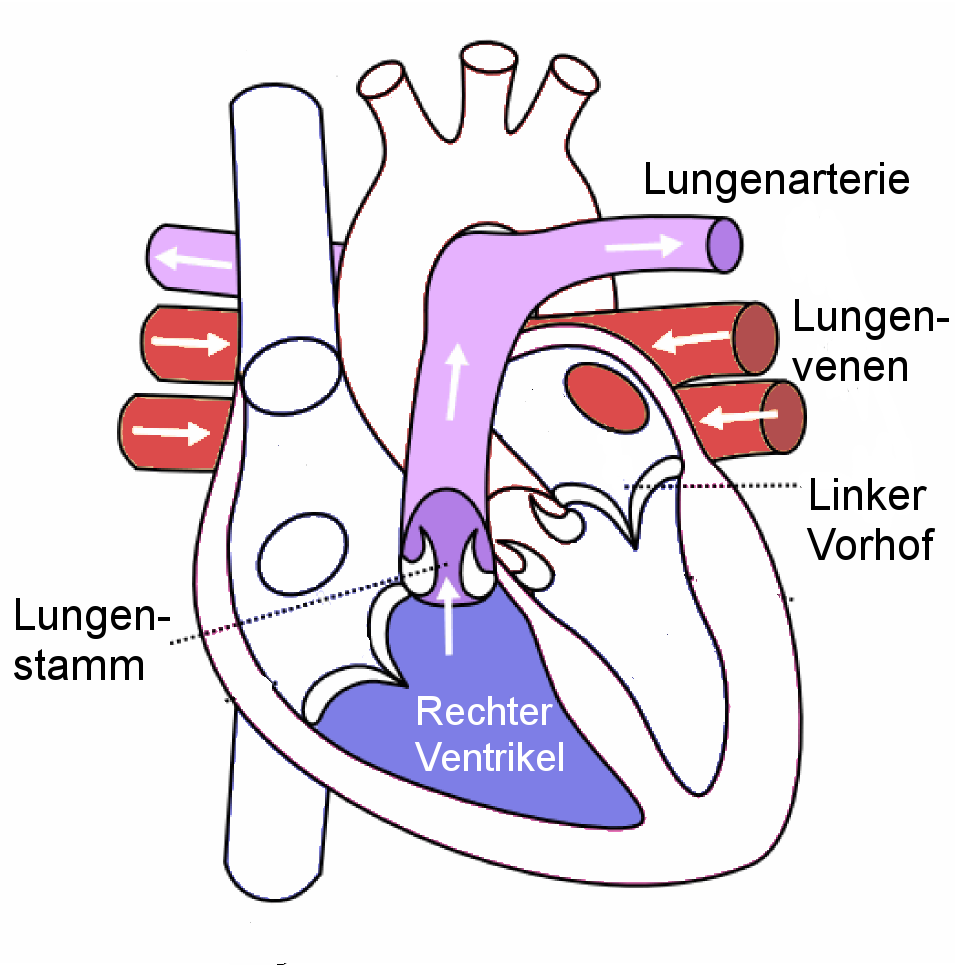
Herz-Lungenkreislauf

Im Rahmen der Atmung gelangt der in der Luft enthaltene Sauerstoff über die Luftröhre in die Lunge bis hin zu den Lungenbläschen. Durch deren dünne Membran gelangt der Sauerstoff in die Blutgefäße. Das Blut wiederum wird im Rahmen des Lungenkreislaufes vom Herzen zur Lunge geführt. Das zunächst sauerstoffarme Blut gibt in der Lunge Kohlenstoffdioxid (CO2) ab und nimmt dort Sauerstoff auf. Das nun sauerstoffreiche Blut fließt über mehrere Lungenvenen (Venae pulmonales) wieder zurück zum Herzen, genauer zum linken Vorhof. Von dort wird das Blut über ein geschlossenes Netz aus Blutgefäßen an die meisten stoffwechselnden Zellen innerhalb des Körpers verteilt (vgl. auch Blutkreislauf). Ausgenommen davon sind u. a. Zellen der Hornhaut des Auges und der Knorpel, die keinen direkten Anschluss an das Gefäßsystem haben und wie bei primitiveren Organismen über Diffusion ernährt werden (bradytrophe Gewebe).

Hämmolekül, abgebildet ist hier Häm b

Funktionell wichtig für den oben beschriebenen Gasaustausch ist der in den roten Blutkörperchen enthaltene Blutfarbstoff Hämoglobin.
Jedes Hämoglobinmolekül besteht aus vier Untereinheiten, die jede eine Hämgruppe enthalten. Im Zentrum der Hämgruppe ist ein Eisen-Ion gebunden. Dieses Eisen übt eine starke Anziehungskraft (sog. Affinität) auf Sauerstoff aus, wodurch der Sauerstoff an das Hämoglobin gebunden wird. Hat dies stattgefunden, so spricht man von oxygeniertem Hämoglobin. Die Affinität des Hämoglobins für Sauerstoff wird durch eine Erhöhung des Blut-pH-Werts, eine Senkung des Partialdrucks von Kohlendioxid, eine geringere Konzentration des im Rapoport-Luebering-Zyklus gebildeten 2,3-Bisphosphoglycerats und eine niedrigere Temperatur erhöht. Ist die Affinität des Hämoglobins für Sauerstoff hoch und der Partialdruck von Sauerstoff ebenso, wie es in den Lungen der Fall ist, dann begünstigt dies die Bindung von Sauerstoff an Hämoglobin, ist jedoch das Gegenteil der Fall wie im Körpergewebe, so wird Sauerstoff abgegeben.
98,5 % des im Blut enthaltenen Sauerstoffs sind chemisch an Hämoglobin gebunden. Nur die restlichen 1,5 % sind physikalisch im Plasma gelöst. Dies macht Hämoglobin zum vorrangigen Sauerstofftransporter der Wirbeltiere. Unter normalen Bedingungen ist beim Menschen das die Lungen verlassende Hämoglobin zu etwa 96–97 % mit Sauerstoff gesättigt. Desoxygeniertes Blut ist immer noch zu ca. 75 % gesättigt. Die Sauerstoffsättigung bezeichnet das Verhältnis aus tatsächlich gebundenem Sauerstoff zu maximal möglichem gebundenem Sauerstoff. Kohlenstoffdioxid wird im Blut auf verschiedene Art und Weise transportiert: Der kleinere Teil wird physikalisch im Plasma gelöst, der Hauptteil jedoch wird in Form von Hydrogencarbonat (HCO3−) und als an Hämoglobin gebundenes Carbamat transportiert. Die Umwandlung von Kohlenstoffdioxid zu Hydrogencarbonat wird durch das Enzym Carboanhydrase beschleunigt.

### Blutstillung und -gerinnung

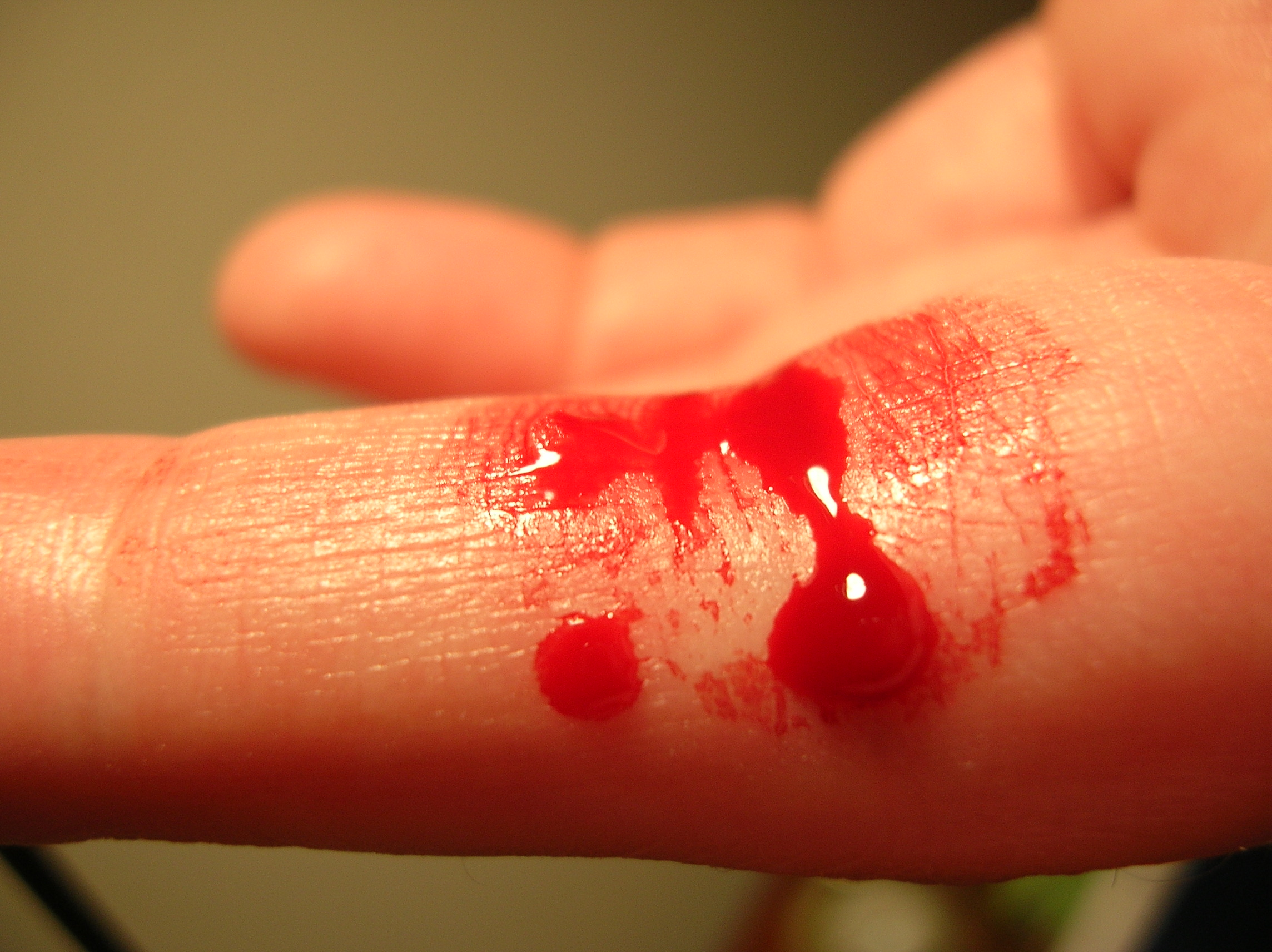
Aus einer Schnittwunde rinnendes Blut

Die Prozesse, die den Körper vor Blutungen schützen sollen, werden unter dem Oberbegriff der Hämostase zusammengefasst. Dabei wird zwischen der primären und der sekundären Hämostase unterschieden.
An der primären Hämostase sind neben den Thrombozyten verschiedene im Plasma enthaltene und auf der Gefäßwand präsentierte Faktoren beteiligt. Das Zusammenspiel dieser Komponenten führt bereits nach zwei bis vier Minuten zur Abdichtung von Lecks in der Gefäßwand. Dieser Zeitwert wird auch als Blutungszeit bezeichnet. Zuerst verengt sich das Gefäß, dann verkleben die Thrombozyten das Leck, und schließlich bildet sich ein fester Pfropfen aus Fibrin, der sich nach abgeschlossener Gerinnung zusammenzieht. Die Fibrinolyse ist später für ein Wiederfreimachen des Gefäßes verantwortlich.
Die sekundäre Hämostase findet durch Zusammenwirkung verschiedener Gerinnungsfaktoren statt. Dies sind, bis auf Calcium (Ca2+), in der Leber synthetisierte Proteine. Diese im Normalfall inaktiven Faktoren werden in einer Kaskade aktiviert. Sie können entweder endogen, das heißt durch Kontakt des Blutes mit anionischen Ladungen des subendothelialen (unter der Gefäßinnenoberfläche gelegenen) Kollagens, oder exogen aktiviert werden, das heißt durch Kontakt mit Gewebsthrombokinase, die durch größere Verletzungen aus dem Gewebe in die Blutbahn gelangt ist. Ziel der sekundären Blutgerinnung ist die Bildung von wasserunlöslichen Fibrinpolymeren, die das Blut zu „Klumpen“ gerinnen lassen.
Als Fibrinolyse wird der Prozess der Rückbildung der Fibrinklumpen bezeichnet. Dies findet durch die Aktion des Enzyms Plasmin statt.
Soll aufgrund verschiedener medizinischer Indikationen wie zum Beispiel Herzrhythmusstörungen die Gerinnungsfähigkeit des Blutes herabgesetzt werden, so setzt man Antikoagulantien (Gerinnungshemmer) ein. Diese wirken, indem sie entweder das zur Gerinnung notwendige Calcium binden (jedoch nur im Reagenzglas, z. B. Citrat oder EDTA), indem sie die Interaktion zwischen den Gerinnungsfaktoren hemmen (z. B. Heparin) oder indem sie die Bildung der Gerinnungsfaktoren selbst unterbinden (z. B. Cumarine).

## Medizinische Aspekte

### Erkrankungen

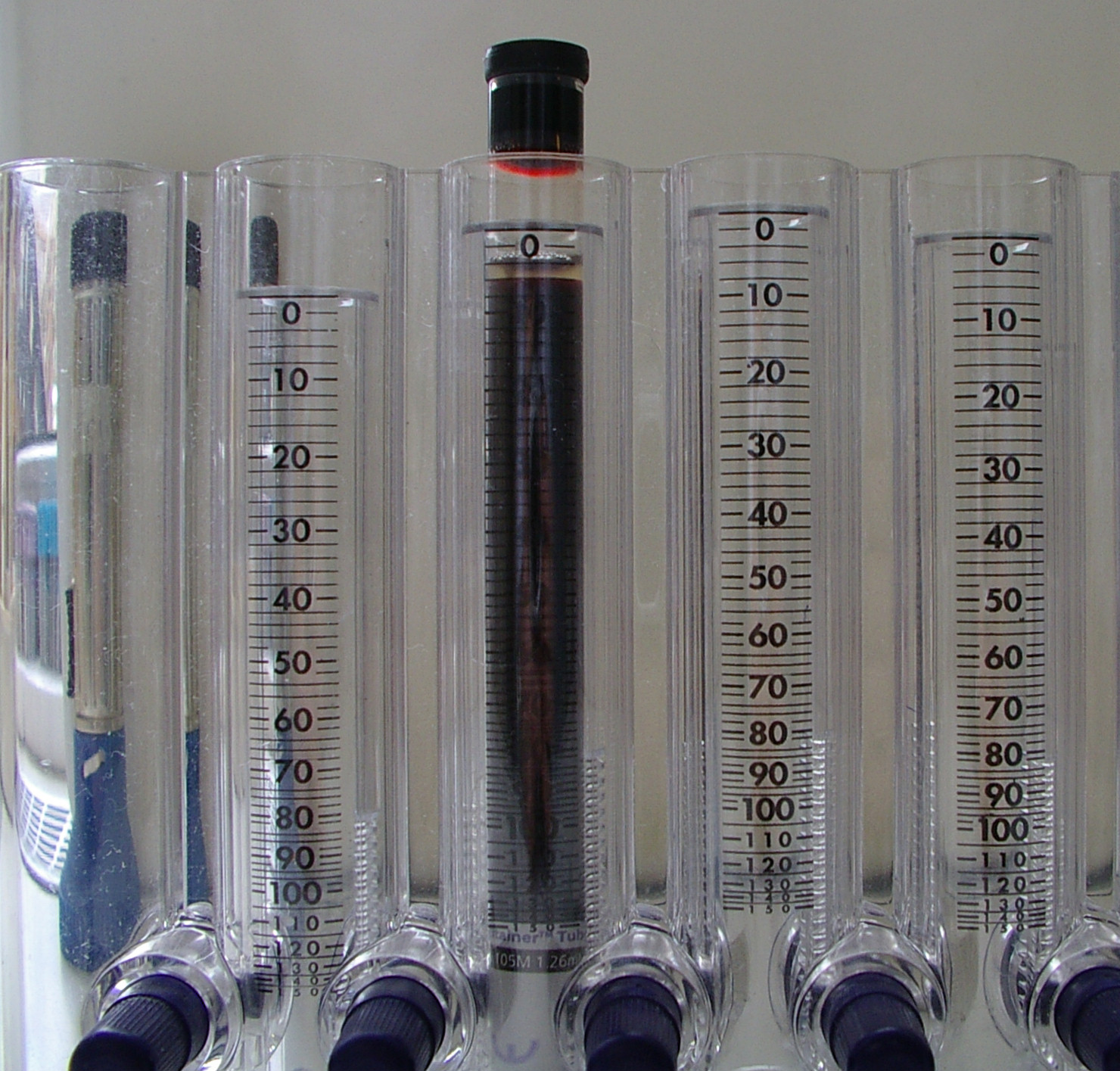
Messung der Blutsenkungsreaktion nach der Westergren-Methode

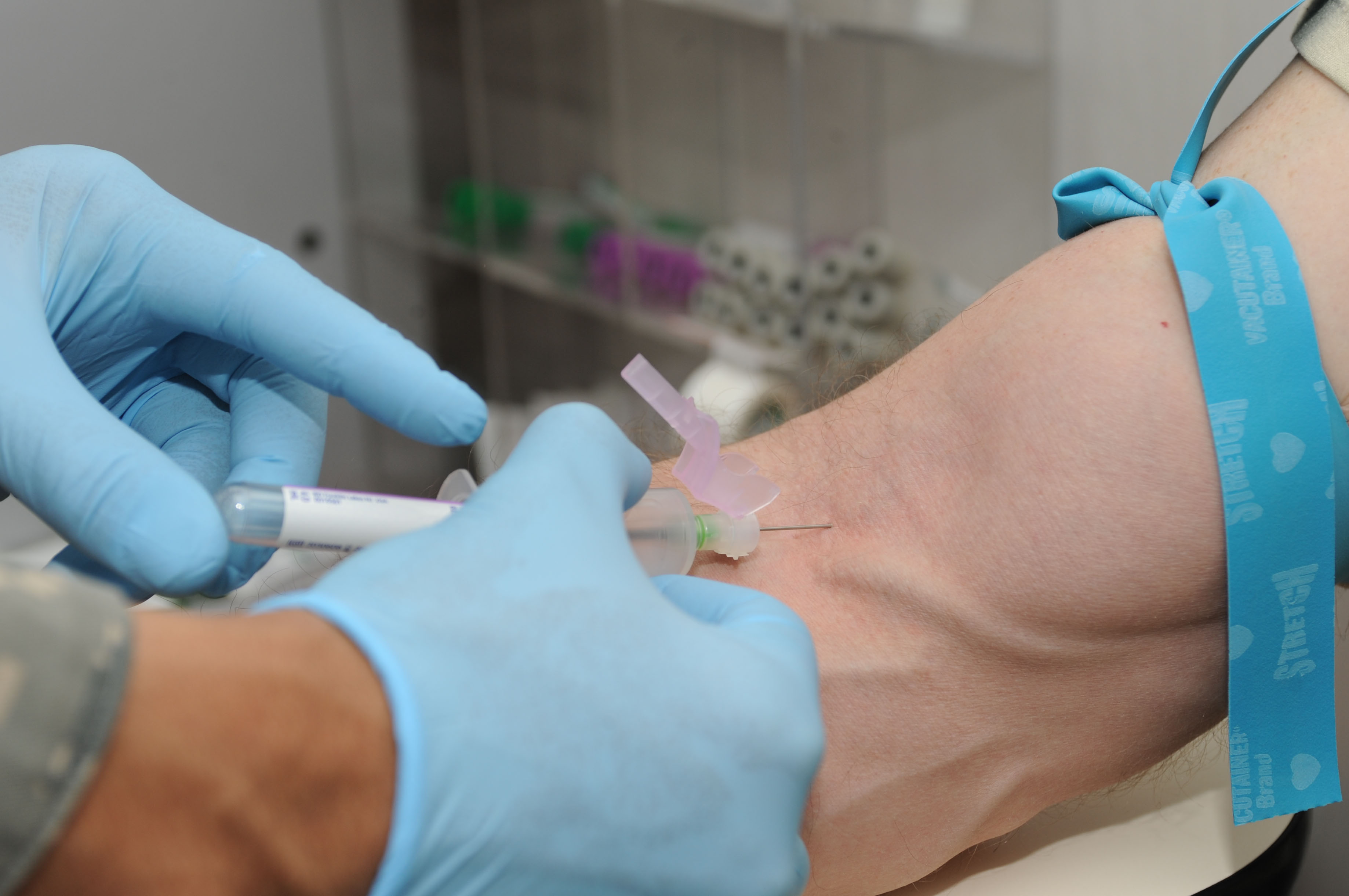
Blutabnahme

Viele Krankheiten lassen sich an bestimmten Veränderungen der Blutbestandteile im Blutbild erkennen und in ihrem Schweregrad einordnen, weshalb das Blut die am häufigsten untersuchte Körperflüssigkeit in der Labormedizin ist. Eines der ersten umfangreicheren Werke über Blutkrankheiten und Blutdiagnostik erschien 1908 von Otto Naegeli. Eine bedeutende Untersuchung ist die Blutsenkungsreaktion (BSR), bei der anhand der Zeit, in der sich die festen Bestandteile in mit Gerinnungshemmern behandeltem Blut absetzen, Rückschlüsse auf eventuell vorhandene Entzündungen gezogen werden können.
Außer Krankheiten, die sich durch Veränderungen im Blutbild äußern, gibt es auch Krankheiten, die das Blut (bzw. Blutbestandteile) selbst befallen. Das Fachgebiet der Medizin, das sich mit diesen Erkrankungen befasst, ist die Hämatologie. Zu den wichtigsten zählen die Anämie oder Blutarmut, die Hämophilie oder Bluterkrankheit und die Leukämie als Blutkrebs. Bei einer Anämie kommt es, aufgrund vielfältiger Ursachen, zu einer Unterversorgung des Körpers mit Sauerstoff (Hypoxie). Bei Hämophilien ist die Blutgerinnung gestört, was in schlecht oder nicht stillbaren Blutungen resultiert. Bei einer Leukämie werden übermäßig viele weiße Blutkörperchen gebildet und bereits in unfertigen Formen ausgestoßen. Dies führt zu einer Verdrängung der anderen zellulären Bestandteile des Blutes in Knochenmark und Blut selbst.
Eine übermäßige Bildung von Blutzellen nennt man Zytose oder Philie, die je nach Zellart in Erythrozytose und Leukozytose (Unterformen sind Granulozytose: Eosinophilie, Basophilie, Neutrophilie; Monozytose; Lymphozytose; Thrombozytose) unterteilt wird. Einen Mangel an roten Blutzellen nennt man Erythropenie (Anämie), an weißen Leukopenie (je nach Zellart Eosinopenie, Basopenie, Neutropenie, Monopenie, Lymphopenie, Thrombozytopenie). Solche Verschiebungen der Proportionen der Zellzahlen werden im Differentialblutbild untersucht und geben zum Teil Hinweise auf die Art und das Stadium einer Krankheit.
Durch die Rolle des Blutes in der Versorgung der Zellen besteht bei einer fehlenden oder nicht ausreichenden Blutversorgung immer die Gefahr von Zellschädigung oder -sterben. Bei einer körperweiten Minderversorgung mit Blut, beispielsweise durch einen großen Blutverlust, spricht man von Schock. Durch Blutgerinnsel (aber auch andere Ursachen) kann es zu einer Thrombose, Embolie oder einem Infarkt (z. B. Herz- oder Hirninfarkt) kommen. Um dies zu verhindern, können Wirkstoffe wie Acetylsalicylsäure, Heparin oder Phenprocoumon angewendet werden, die die Gerinnung hemmen.
Blut selbst hat, wenn es in größeren Mengen in den Magen-Darm-Trakt gelangt, eine abführende Wirkung.

### Blutgruppen
In der Zellmembran der roten Blutkörperchen sind Glycolipide verankert, die als Antigene wirken. Sie werden als Blutgruppen bezeichnet. Kommt es zu einer Vermischung von Blut verschiedener Blutgruppen, so tritt oft eine Verklumpung des Blutes ein. Deswegen muss vor Bluttransfusionen die Blutgruppe von Spender und Empfänger festgestellt werden, um potenziell tödliche Komplikationen zu vermeiden. Die medizinisch bedeutsamsten Blutgruppen des Menschen sind das AB0-System und der Rhesus-Faktor (beide im 20. Jahrhundert von Karl Landsteiner und Mitarbeitern zuerst beschrieben). Jedoch gibt es beim Menschen noch rund 20 weitere Blutgruppensysteme mit geringerer Bedeutung, die ebenfalls Komplikationen verursachen können.
Im AB0-System findet man die Blutgruppen A, B, AB und 0. Die Bezeichnung sagt aus, welche Antigene auf den Erythrozyten gefunden werden (bei A: nur A-Antigene, bei B: B-Antigene, bei AB: A- und B-Antigene und bei 0: keine der beiden) und welche Antikörper (des Typs IgM) im Serum vorhanden sind (bei A: B-Antikörper, bei B: A-Antikörper, bei AB: keine Antikörper und bei 0: A- und B-Antikörper).
Rhesusfaktoren können in den Untergruppen C, D und E auftreten. Medizinisch relevant ist besonders der Faktor D. Ist das D-Antigen vorhanden, so spricht man von Rhesus-positiv, fehlt es, spricht man von Rhesus-negativ. Beim Rhesussystem entstehen die Antikörper (der Gruppe IgG) im Blut erst, nachdem der Körper das erste Mal auf Blut mit Antigenen trifft. Da IgG-Antikörper die Plazenta durchqueren können, besteht die Möglichkeit von Komplikationen während der zweiten Schwangerschaft einer Rhesus-negativen Mutter mit einem Rhesus-positiven Kind. Hierbei kommt es zunächst zu einer Auflösung (Hämolyse) der kindlichen Erythrozyten und einer anschließenden krankhaft gesteigerten Neubildung, die als fetale Erythroblastose bezeichnet wird.
Die Blutgruppen sind neben ihrer Relevanz bei Transfusionen und Organtransplantationen sowie in der Schwangerschaft auch von Bedeutung in der Rechtsmedizin zur Identitäts- und Verwandtschaftsbestimmung, auch wenn die Aussagekraft von darauf beruhenden Tests weitaus geringer ist als bei der DNA-Analyse und sich auf Ausschlussnachweise beschränkt.

### Bluttransfusionen

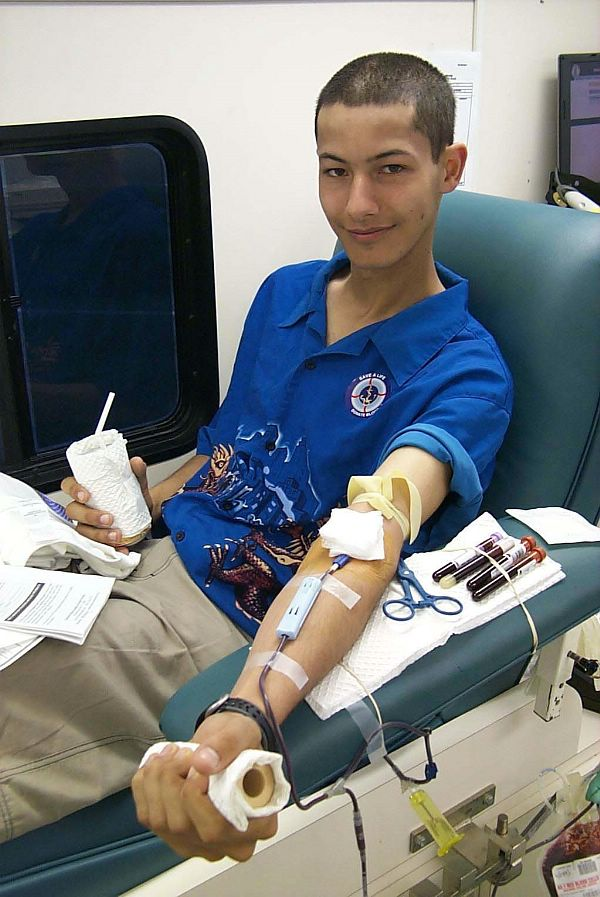
Blutspende

Bei großen Blutverlusten, bei verschiedenen Krankheiten wie dem myelodysplastischen Syndrom und oft zur Bekämpfung von Nebenwirkungen bei allen Chemotherapien werden meist Bluttransfusionen durchgeführt, um das Blutvolumen aufzufüllen oder bestimmte Blutbestandteile, an denen ein Mangel vorliegt, gezielt zu ergänzen. Hierbei ist zu beachten, dass das Blut von Spender und Empfänger hinsichtlich der Blutgruppen und des Rhesusfaktors bestimmte Bedingungen erfüllen muss, da es sonst zu schweren Transfusionszwischenfällen kommen kann. Um Transfusionen zu ermöglichen, sind jedoch Blutspenden nötig.
Es wird zwischen Vollblutspenden, Eigenblutspenden und Spenden nur einzelner spezifischer Blutbestandteile (z. B. Blutplasma oder Thrombozyten) unterschieden. Bei einer Vollblutspende werden dem Spender ca. 500 ml venöses Blut entnommen; dieses Blut wird dann konserviert, untersucht und bei entsprechender Eignung in verschiedene Blutprodukte aufgetrennt. Diese werden in einer Blutbank eingelagert. Eigenblutspenden dienen der Bereitstellung von Blut vor einer Operation, das bei eventuell auftretendem Blutverlust ohne Komplikationen dem Patienten wieder verabreicht werden kann.
Eine Blutspende kostet den Empfänger bzw. dessen Krankenkasse in Deutschland 109,90 €. Hauptbestandteil dieses Betrages ist die Durchführung der Blutspende, weitere Kostenpunkte sind Laboruntersuchungen, Haltbarmachung, Verteilung und Verwaltung.
Alternativen zur Blutspende sind künstliches Blut, das aus lang haltbaren gefriergetrockneten roten Blutkörperchen in einer isotonischen Lösung besteht, und Blutersatz, das starken Blutverlust ausgleichen soll, wenn keine Blutkonserven verfügbar sind. Blutersatzmittel können entweder das noch vorhandene Restblut verdünnen und somit das für einen funktionierenden Blutkreislauf notwendige Volumen wiederherstellen (sog. Volumenexpander) oder das Blut durch aktives Übernehmen des Sauerstofftransports unterstützen.
Auch bei den übrigen Säugetieren gibt es verschiedene Blutgruppensysteme (bei Haustieren 7 bis 15) mit jeweils einer Mehrzahl von Blutgruppenfaktoren. Im Gegensatz zum Menschen gibt es allerdings bei der ersten Bluttransfusion kaum Reaktionen auf diese Blutgruppenunterschiede. Daraufhin gebildete Antikörper rufen erst bei Folgeblutspenden gegebenenfalls eine Unverträglichkeitsreaktion hervor.

### Aderlass und Schröpfen

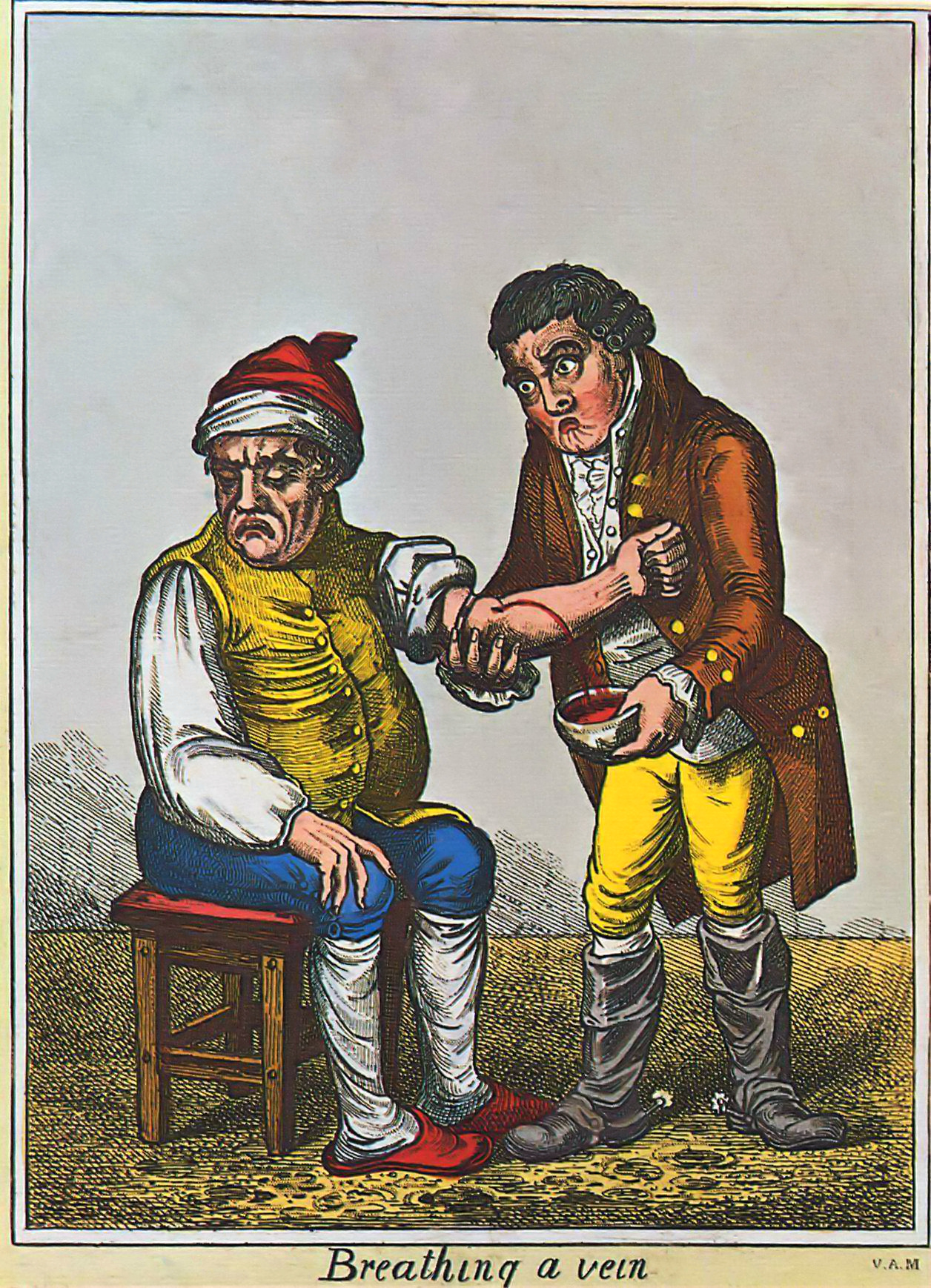
James Gillray: Der Aderlass (um 1805)

Vom Altertum ausgehend galt im europäischen Mittelalter das Blut als einer der Vier Säfte des Lebens. Dabei versuchte man, durch Aderlass oder Schröpfen Heilung zu bewirken und „faules Blut“ zu entfernen. Laut Erzählungen resultierte diese Überlegung aus der Beobachtung kranker Nilpferde, die sich an Gegenständen rieben, bis sie bluteten.
Über lange Zeit galt der Aderlass als anerkannte Therapieform und erfreute sich großer Beliebtheit. Viele Doktoren und Wundärzte neigten jedoch dazu, diese Therapieform äußerst exzessiv zu betreiben. Erst Forschung und Kontakt zu anderen Kulturen (v. a. zu der hoch entwickelten arabischen Medizin) sorgten für differenzierte und anwendungsgerechtere Behandlungen.
Der Aderlass als therapeutische Blutentnahme wird heute durchwegs durch Punktion einer Vene mit einer dicken Kanüle durchgeführt. Dabei werden in der Regel 400 bis maximal 1.000 ml entnommen. Dies ist noch immer angezeigt bei Erkrankungen wie der Hämochromatose (Eisenspeicherkrankheit), der Porphyria cutanea tarda und der Polycythaemia vera (krankhafte Vermehrung vor allem der roten Blutkörperchen).
Auch die Blutegeltherapie findet wieder mehr Beachtung – wobei aber der kontrollierte pharmakognostische Einsatz des Hirudin vorrangig ist.

### Blutgifte
Blutgifte, auch als Hämotoxine bezeichnet, sind Stoffe, durch deren chemische Beschaffenheit das Blut-, Blutgerinnungs- oder Blutbildungssystem derart verändert wird, dass die Transport- und Stoffwechselfunktion des Blutes eingeschränkt oder verhindert wird. Dies kann eine Schädigung des Blutkreislaufs bis hin zum Kreislaufkollaps zur Folge haben. Zu den chemischen Verbindungen, die als Blutgifte wirken, zählen beispielsweise Kohlenmonoxid (CO), Benzol, Alkohole wie Ethanol, organische Nitroverbindungen, Arsen- und Bleiverbindungen. Beispiele für pflanzliche Inhaltsstoffe mit hämotoxischer Wirkung sind die Saponine und Chinin. Auch eine Reihe von tierischen Giften wirkt auf das Blut, zum Beispiel die Hauptbestandteile der Gifte vieler Vipernarten.

### Blutreinigung
Blutreinigungsverfahren (Möglichkeiten zur Entfernung von Blutgiften) sind die Dialyse bei akutem oder chronischem Nierenversagen oder auch die Apherese zur Entfernung von pathogenen (krank machenden) Bestandteilen.

## Kulturgeschichte des Blutes
Blut wurde schon früh als Träger der Lebenskraft angesehen. Die Beobachtung, wie beim Verbluten eines Menschen oder beim Ausbluten eines Schlachttiers dessen Kräfte schwinden, ließ die Menschen darauf schließen, dass das Blut ein Urstoff des Lebens sei.

## Blut als Abfallprodukt in der Tierproduktion
| Tierart  | Blutanteil (%) |
| -------- | -------------- |
| Lämmer   | 4–9            |
| Rinder   | 2,4–6          |
| Schweine | 2–6            |
| Hühner   | 1,4–2,3        |

Blut gilt als eines der problematischeren Abfallprodukte der Schlachthäuser. Für die USA schätzt man (bei einem Anteil von etwa 20 % am globalen Fleischmarkt) eine jährliche Produktion von 1,6 Millionen Tonnen Blut. Wegen des relativ hohen Feststoffanteils (etwa 18 %) und des hohen chemischen Bedarfs an Sauerstoff (etwa 500 g O2/L, etwa 800-mal so viel wie bei Haushaltsabwässern) gelten die Umweltprobleme, die vom Schlachtblut hervorgerufen werden, in der Fachliteratur als „enorm“. Wegen der Entsorgungskosten haben Hersteller einen starken wirtschaftlichen Anreiz, Blut zu verarbeiten oder zu verwerten. Vom anfallenden Blut werden (in den USA) etwa 30 % der Nahrungsmittelindustrie zugeführt, überwiegend als kosteneffizientes Bindemittel in Fleischprodukten und als Färbemittel. Weiterhin wird Blut für die Tiernahrung, als Dünger und in der Papierverarbeitung als Klebstoff verwendet.

## Blut als Lebensmittel/Nährstoff
Zwar werden bei oder nach der Schlachtung Tierkörper so eröffnet und aufgehängt, dass diese ausbluten und damit haltbareres Fleisch ergeben, doch wird Blut andererseits auch als Lebensmittelzutat, etwa von Blutwurst genutzt.
Blut ist auch Hauptnahrungsmittel einiger so genannter hämatophager (blutverzehrender) Parasiten. Der Blutegel saugt sich an der Haut fest und beißt sich dann durch sie hindurch. Innerhalb einer halben Stunde können Blutegel das Fünffache ihres Gewichts an Blut aufnehmen. Die dabei mit ihrem Speichel ausgeschiedenen gerinnungshemmenden Stoffe (z. B. Heparin und Hirudin) machen sie auch für die Medizin interessant. Weitere Blutsauger sind beispielsweise Stechmücken, Bremsen, einige Milben (z. B. Rote Vogelmilbe), Wanzen und einige Würmer (z. B. Hakensaugwürmer). Nur wenige Wirbeltiere ernähren sich ganz oder teilweise von Blut. Neben den Vampirfledermäusen sind nur noch die auf Wolf und Darwin, den zwei nördlichsten Galápagos-Inseln, lebenden Populationen des Spitzschnabel-Grundfinken (Geospiza difficilis), eines Darwinfinken, für derartigen Parasitismus bekannt. Auf den wasserlosen Inseln trinken diese so genannten „Vampirfinken“ vom Blut der sich dort aufhaltenden Meeresvögel, indem sie unbemerkt die Ansätze der Federkiele anpicken und so zugleich ihren Flüssigkeitsbedarf decken. Blutsaugende Tiere sind häufig Überträger von Krankheiten, da sie als Vektoren krankheitserregende Viren, Bakterien, Protozoen und andere Organismen übertragen können. Einige dieser so übertragenen Mikroorganismen leben selbst direkt vom Blut des Wirtsorganismus, so die einzelligen Malariaerreger, die Plasmodien.
Nach dem Tod eines Organismus und dem Zusammenbruch der Immunabwehr beginnen Fäulnisbakterien, die ansonsten im lebenden Organismus nicht vermehrungsfähig sind, am deutlichsten erkennbar zunächst das Blut unter Freisetzung von biogenen Aminen wie Cadaverin und Putrescin zu verstoffwechseln, und führen damit zum sicheren Todeszeichen des durchschlagenden Venennetzes, also zur Verfärbung des oberflächlichen Venensystems in ein dunkles Grün.

## Sonstige Nutzung
Menschliches Blut ist in der mittelalterlichen Literatur als Futtermittel in der Schweinemast, als Gartendüngemittel und in vielfältigen Rezepturen aus Haushalt und Bauwesen erwähnt. Diese heute befremdliche Verwendung liegt in der auf dem Aderlass aufgebauten galenischen Medizin des Mittelalters und der frühen Neuzeit begründet, durch die Menschenblut in teils beträchtlichen Mengen verfügbar war. Pharmazeutisch verwendet als Sanguis hominis wurde der an Sonne getrocknete, sich nach dem Schlagen mit einem gespaltenen Rohr des durch Aderlass gewonnenen Blutes sich abgesetzte Blutkuchen. Wie aber das Baderwesen als Ganzes wurde diese Praxis – aus weltanschaulichen wie auch aus hygienischen Gründen – teils nur als Sitte des armen Volkes toleriert, oder scharf bekämpft.
Blutagar ist ein in der Mikrobiologie verwendeter Nährboden für Mikroorganismen, der menschliches oder tierisches Blut enthält. Mit ihm können verschiedene Erreger, zum Beispiel Streptokokken, nachgewiesen werden.
Blutmehl, das aus getrocknetem Blut von Schlachttieren gewonnen wird, findet als Proteinzusatzfuttermittel noch teilweise Anwendung in der Tierernährung. Mit dem Aufkommen von BSE darf Blutmehl nur noch aus Blut von Schlachthöfen erzeugt werden, die keine Wiederkäuer schlachten (Verordnung (EG) Nr. 1234/2003). Blutmehl findet vor allem in der Fischfütterung Einsatz oder aber auch als Düngemittel.
Ochsenblut ist ein Bindemittel für Farbanstriche, mit denen früher Fachwerkbalken vor der Witterung geschützt wurden. Entgegen weit verbreiteter Ansicht heißt diese Farbe nicht deswegen Ochsenblutrot, weil sie rötlich ist, sondern weil sie tatsächlich Ochsenblut enthält. Zur Herstellung von Ochsenblutrot lässt man das Blut frisch geschlachteter Ochsen abstehen, sodass sich das Serum und die roten Blutkörperchen trennen. Aus dem Serum und gelöschtem Kalk wird unter Zugabe von Pigmenten eine gut wetterfeste Farbe gewonnen.